# Stadio Danilo Martelli
Stadio Danilo Martelli – stadion piłkarski znajdujący się w Mantui we Włoszech.
Swoje mecze rozgrywa na nim zespół AC Mantova. Jego pojemność wynosi 14 854.